# Klein Curaçao
Klein Curaçao ist eine kleine, unbewohnte Insel in der Karibik. Sie liegt etwa elf Kilometer südöstlich von Curaçao und hat eine Fläche von 1,7 km².
Auf Klein Curaçao befinden sich ein ehemaliger Leuchtturm namens Prins Hendrik Toren, einige gelegentlich bewohnte Fischerhütten und an der felsigen Nordküste einige Schiffswracks, wie der 1987/1988 verunglückte Tanker Maria Bianca Guidesman.
Die Insel ist wegen der sie umgebenden Korallenriffe und Unterwasserhöhlen ein beliebter Ausgangspunkt für Tauchgänge. Sie wird von Ausflugs- und Tauchbooten von der Hauptinsel Curaçao nahezu täglich angesteuert.
Neben dem Tourismus dient Klein Curacao auch als Brutstätte für verschiedene Tiere wie die Amerikanische Zwergseeschwalbe, die Echte Karettschildkröte, die Grüne Meeresschildkröte und die Gestreifte Anolis.
Allerdings hatte Klein Curacao in der Vergangenheit eine ganz andere Funktion. Die kleine Insel wurde von der Westindischen Kompanie genutzt, um kranke Sklaven unter Quarantäne zu stellen. Die verstorbenen Sklaven wurden auf der Insel begraben.
Nicht lange danach entdeckte der englische Bergbauingenieur John Godden auf der Insel Phosphat, das in den folgenden Jahren abgebaut wurde.

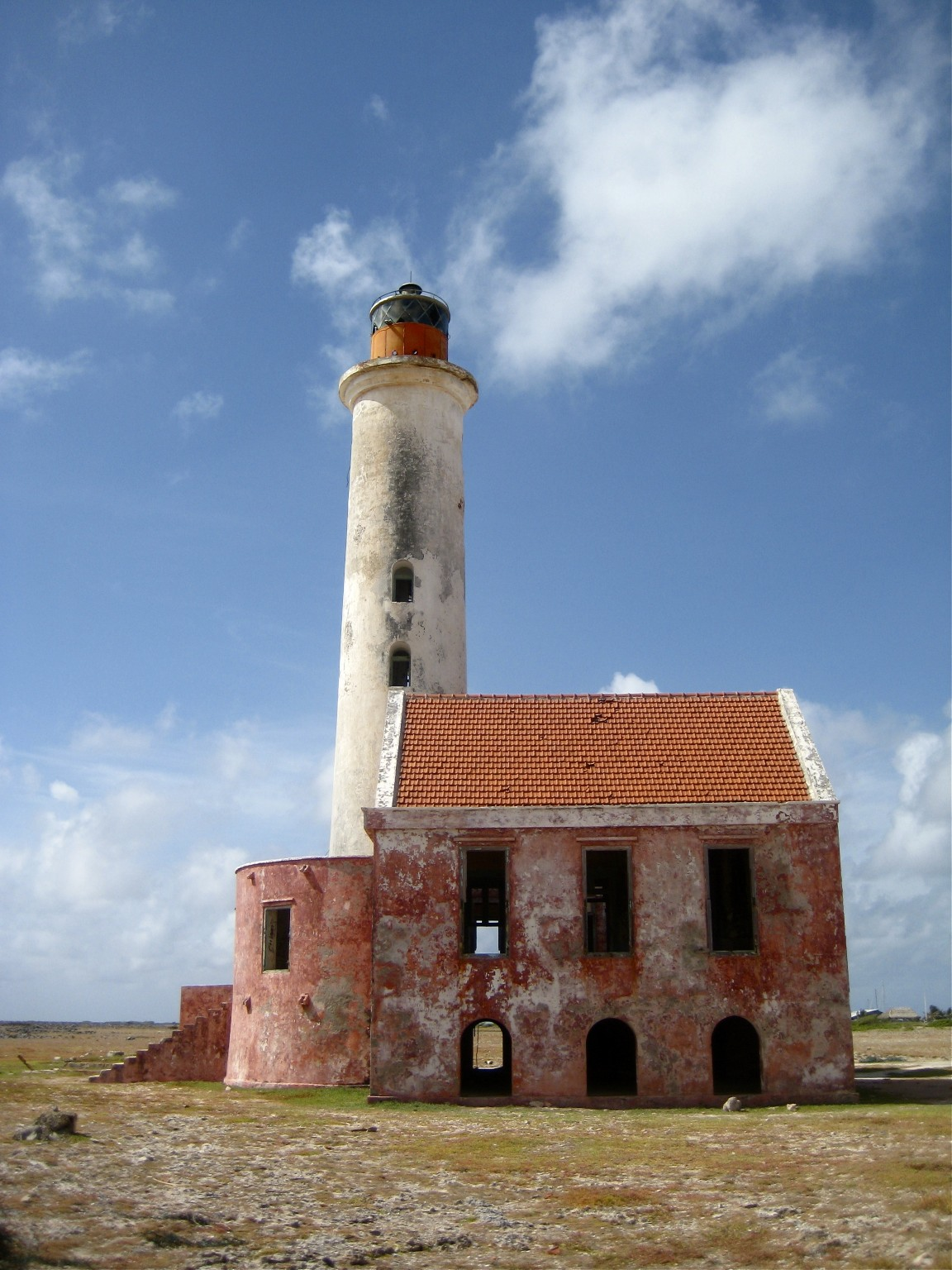
Nahaufnahme des Leuchtturms
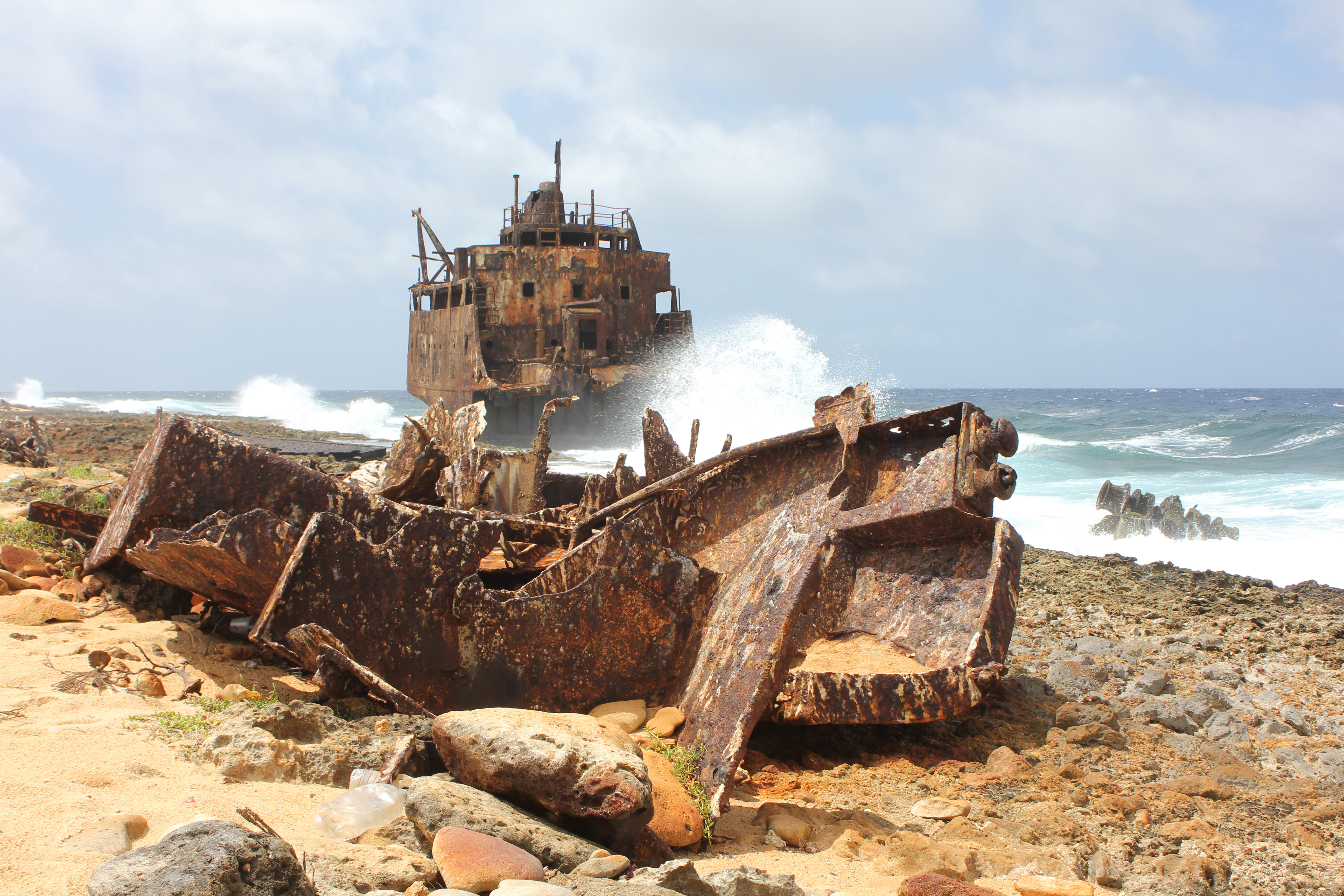
Wrack des 1987/1988 verunglückten Tankers Maria Bianca Guidesman
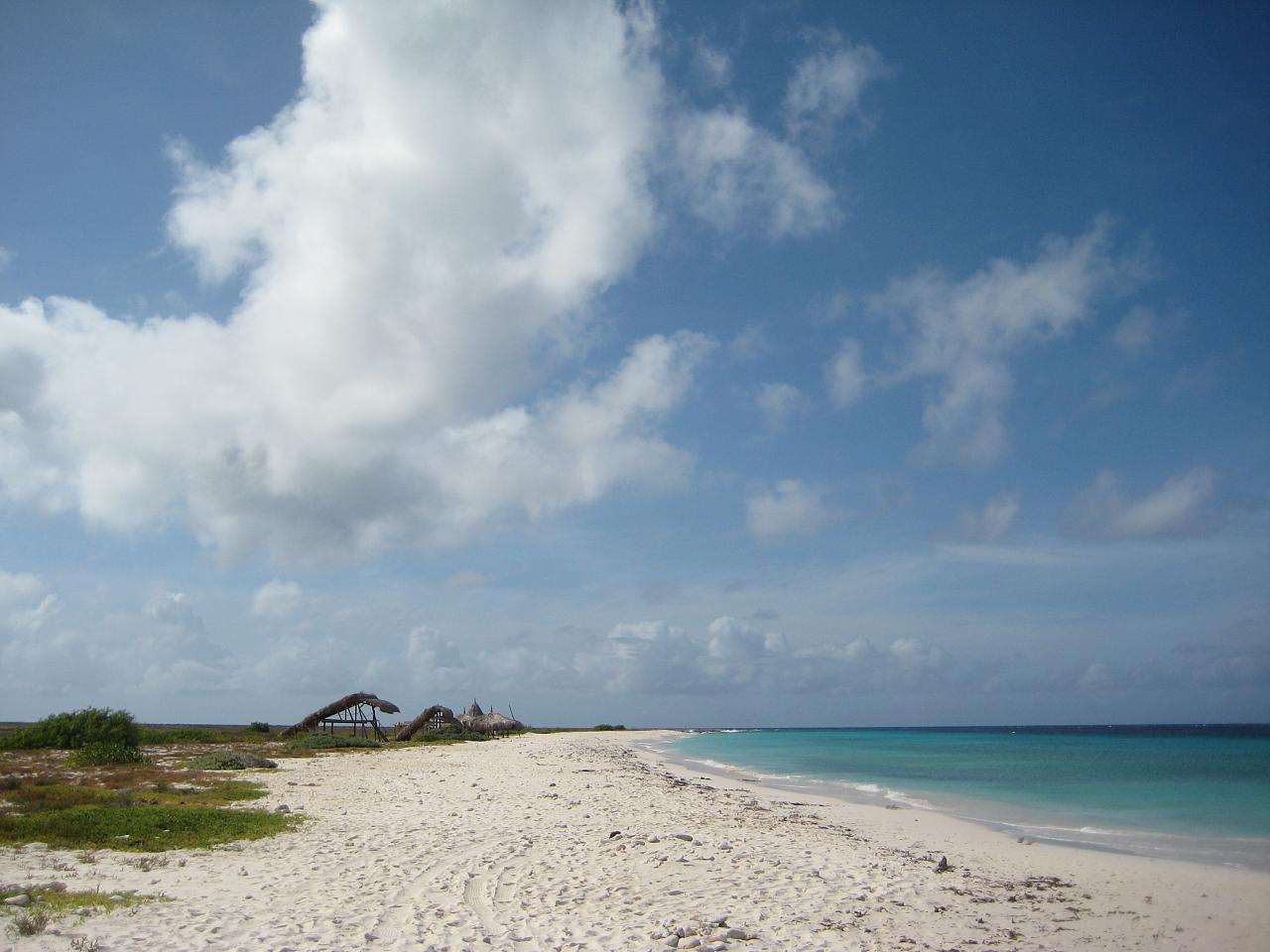
Blick auf den Strand